# 포스트여성주의
포스트 페미니즘(postfeminism)은 여성주의의 모순, 부재에 대항하는 반응, 특히 제2세대 여성주의, 제3세대 여성주의를 설명하기 위해 사용된다. 포스트 페미니즘이라는 용어는 제4세대 여성주의, 컬러 페미니즘의 여성(women of color feminism) 등 이후의 여성주의와 혼동되기도 한다.(e.g. hooks, 1996; Spivak, 1999).

## 같이 보기
- 젠더학

## 참고 문헌
- Gill, Rosalind (May 2007). “Postfeminist media culture. Elements of a sensibility” (Submitted manuscript). 《European Journal of Cultural Studies》 10 (2): 147–166. doi:10.1177/1367549407075898.